# إريك مولونغي
إريك مولونغي (بالفرنسية: Éric Mouloungui)‏ (مواليد 1 أبريل 1984 في بورت جينتيل - الغابون) لاعب كرة قدم غابوني يلعب حاليا لصالح نادي الدرجة الأولى نيس الفرنسي منذ 2008 في مركز المهاجم .

## روابط خارجية
- إريك مولونغي على موقع رابطة كرة القدم الفرنسية للمحترفين (الإنجليزية)
- إريك مولونغي على موقع قاعدة بيانات كرة القدم.إي يو (الإنجليزية)
- إريك مولونغي على موقع ناشيونال فوتبول تيمز (الإنجليزية)
- إريك مولونغي على موقع Soccerway.com (الإنجليزية)
- إريك مولونغي على موقع عالم كرة القدم.نت (الإنجليزية)